# Xeranoplium puncticolle
Xeranoplium puncticolle är en skalbaggsart som beskrevs av Chemsak och Linsley 1963. Xeranoplium puncticolle ingår i släktet Xeranoplium och familjen långhorningar. Inga underarter finns listade i Catalogue of Life.